# Galactic Tick Day
Galactic Tick Day är vår galax nyårsdag. Den firas var 633,7 dag, det vill säga efter 1 centi-arcsekund av ett galaktiskt år.
2018 firades den 236:e Galactic Tick Day. Dagarna räknas från den dag då Hans Lippershey fick patent på sitt teleskop, den 2 oktober 1608.
Denna dag högtidlighölls första gången 29 september 2016, den 235:e Galactic tick day. Den senaste gång den firades var 9 september 2023.